# Ossie Clark
Raymond "Ossie" Clark, född 9 juni 1942 i Oswaldtwistle, Lancashire, död 6 augusti 1996 i Kensington and Chelsea, London, var en brittisk modeskapare.
Ossie Clark var en av de ledande modeskaparna i London under 1960- och 1970-talen. Han gjorde bland annat kläder i tunn crêpe, jersey och siden och formgav discooveraller och stretchstövlar. År 1998 utgavs The Ossie Clark Diaries. Han kom att ha stort inflytande på retromodet under 1990-talet.
Ossie Clark var gift med Celia Birtwell 1969–1974.
Clark mördades av sin före detta älskare Diego Cogolato.